# دیبا فرزام‌نیا
دیبا فرزام‌نیا (زاده ۱۶ مرداد ۱۳۸۱) بازیکن راست دست هاکی روی یخ اهل ایران است.
فرزام‌نیا عضو تیم باشگاهی مستر آیس هاکی کلاب و مدافع تیم ملی هاکی روی یخ بانوان ایران است. وی در مسابقات هاکی روی یخ بانوان قهرمانی آسیا و اقیانوسیه ۲۰۲۳ به مدال تیمی نقره دست یافت.
فرزام‌نیا در این بازی‌ها در هر ۶ مسابقه به میدان رفت.